# Шляхетна гвардія

Гвардієць в пардній уніформі

Гвардієць в службовій уніформі

Шляхетна гвардія (італ. Guardia Nobile) — одна з трьох гвардій Ватикану, частина збройних сил папської держави.

## Історія
Сформована Папою Римським Пієм VII 11 травня 1801 як полк важкої кінноти з особового складу корпусу «Lance Spezzate», заснованого в 1527 Павлом IV і розпущеного 20 лютого 1798 після французької окупації Риму і арешту Пія VI. Також як члени нової гвардії в її склад влилися старі папські гвардійці з ордена «Лицарів Світла», заснованого в 1485 році папою Інокентієм VIII.
Спочатку гвардія складалася з двох підрозділів — ще один загін, який називався «легкою кавалерією», складався з новобранців з числа молодших синів шляхетних родин.
Однією з їх перших головних обов'язків повинно було бути супровід Пія VII в Париж на коронацію Наполеона Бонапарта. Гвардія була розформована після другого французького вторгнення, але знову відтворена папою Пієм VII в 1816 році, а в 1824 році обидва підрозділи об'єднані під єдиним командуванням велінням Льва XII.
З об'єднанням Італії та ліквідацією Папської області в 1870 році, гвардія стала корпусом придворної гвардії.
У 1968 папа Павло VI перейменував гвардію в «почесна варта його Святості».
Скасована папою Павлом VI в 1970 році як частина церковних реформ після Другого Ватиканського Собору. Ветерани цього підрозділу ватиканської варти після розпуску гвардії складаються в об'єднанні ветеранів «Рота зламаних списів» (італ. La Compagnia delle Lance Spezzate).

## Покладені функції
Сформована виключно як палацова варта, гвардія не перебувала на дійсній військовій службі і жодного разу не брала участь в бойових зіткненнях за часів кількох військових кампаній, які розгорнулися в Папській області між 1801 і 1870 роками. Спочатку, полк був зобов'язаний забезпечувати ескорт для Папи Римського та інших старших князів Церкви (в тому числі носіїв Золотої Рози), і місій в межах Папської області з волі Папи Римського.

### Благородна варта понтифіків
Серед функцій, покладених на бійців гвардії для забезпечення особистої безпеки Папи римського, наприклад, існували приписи, які зобов'язували двох гвардійців слідувати за Папою на відстані під час його щоденних прогулянок садами Ватикану і щомиті стежити за його безпекою. Сьогодні ця функція виконується офіцерами жандармерії Держави Ватикан.
З об'єднанням Італії та ліквідацією Папської області в 1870 році, гвардія стала корпусом придворної гвардії, а її діяльність обмежилася несенням служби на території Ватиканського палацу. Хоча номінально вона все ще була кавалерійською гвардією, підрозділ мав мало можливостей для розгортання на конях в обмежених межах Ватикану, хоча два гвардійці, як і раніше супроводжували папську процесію під час прогулянок у всіх садах Ватикану. У 1904 році кінна служба була скасована, а останні коні були продані.
Під час Другої світової війни гвардія разом з швейцарською гвардією забезпечувала особисту безпеку Папи Пія XII. Вперше з 1870 року особовому складу чергового караулу видавалися пістолети. Протягом усього періоду війни гвардійці охороняли, ночами — папські апартаменти, і вдень — самого Пія XII, постійно слідуючи за ним під час його щоденних прогулянок.

### Почесна варта
Гвардія з'являлася на публіці, тільки коли Папа Римський брав участь в публічних дійствах; коли папа римський віддалявся, його супроводжувала гвардія. Після 1870 і до розпуску чисельність гвардії налічувала менше 70 осіб, які здійснювали в основному церемоніальні обов'язки — як почесна варта. Гвардійці найчастіше з'являлися на публіці, коли папа керував церемоніями в базиліці Святого Петра. Коли папа переміщався в Sedia Gestatoria, гвардійці постійно рухалися поряд з папським кріслом. У години, відведені для папських аудієнцій, гвардійці також стояли в приймальні кабінету понтифіка і на офіційних заходах, займаючи місця по обидві сторони від папського престолу.
У період вакансії Святого Престолу корпус перебував на службі Колегії кардиналів.

### Посланці
Також до завдань членів цієї гвардії входило повідомлення нових кардиналів, які живуть в католицьких державах поза Римом, про новини щодо їх зведення в сан, разом з кардинальською шапкою і червоною біреттою. Гаетано Мороні в своєму творі «Dizionario di erudizione storico-ecclesiastica» пише, що першим шляхтичем, відправленим для виконання цієї функції, був маркіз Костагуті, який оголосив у вересні 1801 року про присвоєння сану кардинала всіх архієпископів Сієни Антоніо Дзондадарі.

## У популярній культурі
Гвардія залишила значний відбиток в розвитку італійської культури. Наприклад, гвардія з'являється у фільмі «Маркіз дель Грілло», в основі сюжету якого лежать пригоди командира гвардійців Оноре дель Грілло.